# Deccania pubescens
Deccania pubescens là một loài thực vật có hoa trong họ Thiến thảo. Loài này được (Roth) Tirveng. mô tả khoa học đầu tiên năm 1983.